# Christophe Bouchut
Christophe Bouchut, född den 24 september 1966 i Voiron, är en fransk racerförare.

## Racingkarriär
Bouchut vann Franska F3-mästerskapet 1991, innan han var en del av Peugeots uppställning som vann Le Mans 24-timmars 1993 tillsammans med Éric Hélary och Geoff Brabham. Bouchut tog sedan tre raka titlar i franska Porsche Carrera Cup, 1994, 1995 och 1996, samt Daytona 24-timmars 1995, innan han hade ett par mindre lyckade år i FIA GT. Efter ett år utan större tävlingar vann Bouchut tre raka titlar i serien 2000 (N-GT), 2001 och 2002 (GT1) för Larbre Compétition. 2004 vann Bouchut GTS-klassen, följt av en tredje plats 2005. Han vann några FIA GT-race under en senare stint, och dessutom det Franska GT-mästerskapet 2008.